# Маргарет, 1-я герцогиня Норфолк
Ма́ргарет Но́рфолкская (англ. Margaret of Norfolk), также Маргарет Бразертон (англ. Margaret Brotherton; около 1320 — 24 марта 1399) — английская аристократка, старшая дочь Томаса Бразертона, 1-го графа Норфолка, и внучка короля Эдуарда I, графиня и герцогиня Норфолк. Маргарет была первой англичанкой, которая носила герцогский титул в собственном праве. Жизнь Маргарет историки считают ярким примером того, какое влияние прожившая долгую жизнь вдова может оказать на судьбу своих родственников.

## Биография
Маргарет Норфолкская родилась приблизительно в 1320 году в семье Томаса Бразертона, графа Норфолка, и его первой жены Элис Хейлз. Девочка принадлежала к династии Плантагенетов; по отцу она приходилась внучкой английскому королю Эдуарду I и его второй жене Маргарите Французской, благодаря которой также была правнучкой французского короля Филиппа III Смелого. Помимо самой Маргарет в семье были сын Эдуард и дочь Элис. Мать девочки умерла примерно в 1330 году, когда Маргарет было около десяти лет. В 1335 году Томас Бразертон женился во второй раз, на Мэри де Брюес, вдова лорда Кобэма. Во втором браке у отца Маргарет выживших детей не было.
Единственный брат Маргарет, Эдуард, умер бездетным в 1334 году, а её отец скончался в 1338 году. Маргарет и её младшая сестра стали наследницами отца: Маргарет унаследовала титул отца и большую часть владений, включая часть имения Бразертон; по приказу короля Эдуарда III в марте 1339 года Элис и её супругу Эдуарду Монтегю, барону Монтегю было выделено выморочное имущество.
В 1335 году, в возрасте около пятнадцати лет, Маргарет вышла замуж за Джона Сегрейва, 4-го барона Сегрейв. Прожив в браке 15 лет и родив от мужа четверых детей, в 1350 году Маргарет потребовала развода на том основании, что договор о браке (обручение) был заключён до того, как она вступила в возраст согласия, и что она никогда не желала жить с Сегрейвом. Она даже собралась лично отправиться на континент за папским разрешением, но её двоюродный брат король Эдуард III запретил ей покидать Англию.
В следующем году Эдуард III обвинил Маргарет в нарушении его запрета и тайной переправке во Францию. Расследование этого инцидента показало, что Маргарет лично отправилась в Рим: она незаконно пересекла Ла-Манш и была встречена слугой своего будущего мужа, сэра Уолтера Мэнни, который разбил фонарь, чтобы она могла высадиться незамеченной, и выступил в роли опекуна во время её пребывания во Франции. В конечном итоге дело Маргарет поступило на рассмотрение к представителю Святого Престола в Пуатье, но ещё до вынесения решения барон Сегрейв умер (1353 год). Вскоре, до 30 мая 1354 года, Маргарет вышла замуж за Мэнни без разрешения короля, что привело к конфискации её владений. Сама Маргарет была помещена в заключение в замок Сомертон в Линкольншире. Неизвестно, как долго она была ограничена в правах, но 30 мая 1354 года Маргарет и её мужу были возвращены все владения, а 6 июня 1354 года они были вызваны к королю для дачи объяснений. Маргарет и Уолтер Мэнни были женаты 18 лет и имели троих детей; затем в январе 1372 года Маргарет овдовела.
После смерти второго мужа Маргарет в основном занималась управлением своих владений и владений Сегрейвов. Кроме того, во время малолетства Джона Гастингса, 3-го графа Пембрука, сына её дочери Энн, Маргарет управляла некоторыми поместьями графов Пембрук. С учётом огромных владений, доставшихся ей от отца, а также большой прибыли Уолтера Мэнни от войны, Маргарет была достаточно богата. А к 1382 году Маргарет ещё и объединила в своих руках все отцовские владения, поскольку её племянница Элис детей не оставила.
Маргарет была хорошим правителем, хотя иногда у неё возникали проблемы из-за разбросанности владений. В 1371 году, когда король пожаловался на то, что она пренебрегает обороной своих ирландских земель, Маргарет передала управление ими своему зятю, Джону Гастингсу, 2-му графу Пембруку. В 1372 году она так же поступила с Чепстоу. Но после смерти в 1375 году Джона ей пришлось возобновить контроль над этими владениями. В 1377 году Маргарет было приказано охранять замок Чепстоу, а в 1388 году она вспомнила о том, что обязана защищать замок Пембрук. В 1373—1390 годах ей приходилось отвечать за нападения на её имущество. Кроме того, в 1370 году были частые жалобы на то, что она не платила аннуитет с управляемых ею владений Гастингсов. В 1399 году душеприказчики Маргарет получили право взимать деньги с её имений, чтобы платить слугам, и в 1400 году в качестве компенсации за притеснения графиней её подчинённым было выплачено 200 фунтов.
У Маргарет было обострённое самомнение. Она была наследницей должности маршала Англии. Хотя эту обязанность исполняли другие, но в 1370 году корона обращалась к ней как к Маргарет Маршал. В 1377 году она безуспешно пыталась утвердить за собой право исполнять церемониальные обязанности маршала на коронации Ричарда II. В 1382 году она требовала короля выплатить ей 300 марок, которые король Эдуард I обещал её отцу, а также долг Эдуарда II. Кроме того, она потребовала себе манор Хэмпстед Маршал, владельцы которого издревле занимали должность маршала, и на которое она претендовала с 1347 года. Ни одно из требований Маргарет удовлетворено не было.
Сразу после вступления в право наследования владениями отца Маргарет утверждала, что является графиней Норфолк в своём собственном праве, хотя ни один из её мужей не носил титул графа Норфолка. Но о том, что этот титул за ней признавался короной, свидетельствует возвышение её титула до герцогского: 29 сентября 1397 года Маргарет получила пожизненный титул герцогини Норфолкской; впрочем, в тот же день титулы графа и герцога Норфолка получил и Томас Моубрей, сын Элизабет Сегрейв — её дочери от первого брака.
Судя по сохранившимся документам, Маргарет вела достаточно расточительный образ жизни. Её годовой доход в 1390-е годы составлял почти 3 тысячи фунтов, хотя, в отличие от некоторых богатых вдов этого времени, Маргарет не была покровителем церкви. Однако она сделала большое пожертвование в 350 марок на новые хоры церкви Грейфрайерз в Лондоне, где она хотела быть похоронена.
Маргарет умерла 24 марта 1399 года и была похоронена в хоре церкви Грейфрайерз в Лондоне. Её наследником был внук, Томас Моубрей, который к тому моменту находился в изгнании. Хотя Маргарет и завещала Томасу свои обширные владения, через 4 дня это завещание было отменено королём Ричардом II, в руках которого находились наследство Маргарет. Томас так и умер за пределами Англии, а после свержения Ричарда II новый король, Генрих IV, вернул владения и титул графа Норфолка старшему сыну Томаса.

## Семья
От первого брака с Джоном де Сегрейвом, 4-м бароном Сегрейвом, родились четверо детей:
- Джон (умер в детстве)
- Джон (умер до 1 апреля 1353 года) — был обручён с Бланкой Ланкастерской, младшей дочерью Генри Гросмонта, однако помолвка была разорвана и Бланка вышла замуж за Джона Гонта. Примерно в 1349 году Джон женился на Бланке Моубрей, старшей дочери Джона Моубрея, 3-го барона Моубрея, и Джоан Ланкастерской. Детей не имел.
- Элизабет (25 октября 1338 — до 1368) — баронесса Сегрейв в собственном праве. Была замужем за Джоном Моубреем, 4-м бароном Моубреем, чьей сестрой была Бланка, жена старшего брата Элизабет. В браке Элизабет родила двоих сыновей и троих дочерей; второй сын Элизабет, Томас, унаследовал титулы и владения матери и отца, а также получил титулы, которые были созданы для его бабки Маргарет.
- Маргарет (умерла в детстве до 1353 года)

От второго брака с Уолтером Мэнни, 1-м бароном Мэнни, родились трое детей:
- Томас — утонул в колодце в Детфорде в возрасте десяти лет.
- Анна (24 июля 1355 — 3 апреля 1384) — баронесса Мэнни в собственном праве. Была замужем за Джоном Гастингсом, 2-м графом Пембрука, от которого родила сына Джона, унаследовавшего титулы и владения матери и отца.
- Изабелла (родилась до 1353 года, умерла до 1371 года)

## В художественной литературе
Маргарет стала одним из персонажей незаконченного романа Джорджетт Хейер My Lord John.